# Chrysler Classic Racing
Chrysler Classic Racing es un videojuego de carreras desarrollado por la compañía británica Extra Mile Studios y publicado por Zoo Entertainment para la Wii y la Nintendo DS. Fue lanzado en Norteamérica el 18 de noviembre de 2008. El juego presenta exclusivamente automóviles Chrysler.
El juego se centra en un modo historia, en la que el jugador, un nerd, intenta convertirse en la persona más genial de la ciudad ganando carreras con vehículos Chrysler clásicos.

## Jugabilidad
En Chrysler Classic Racing, el jugador corre coches clásicos Chrysler en varias pistas. La parte principal del juego se encuentra en el modo historia, donde el jugador selecciona a uno de los cuatro nerds, y después de ver a una persona genial conduciendo un automóvil Chrysler, decide correr hacia la cima y volverse geniales. La selección de autos presenta autos Chrysler desde la década de 1950 hasta la de 1970. La mayoría de las carreras cuentan con controles estándar de Wii y requieren el uso del accesorio Wii Remote nunchuk. La versión de Nintendo DS utiliza el D-Pad y no la pantalla táctil para controlar el movimiento. Una vez que un jugador ha completado una pista en el modo historia, puede reproducir la pista tantas veces como quiera fuera del modo historia; el juego permite al jugador establecer un "modo espejo", que invierte la pista para darle al jugador una nueva experiencia.
Después de completar las carreras, los jugadores deben jugar uno de los tres minijuegos diferentes: "Be my Baby", "Gauntlet Challenges" y "Kings Challenges". En "Be my Baby", el jugador debe coleccionar osos de peluche desde una perspectiva de arriba hacia abajo para impresionar a las mujeres, mientras que en los otros dos desafíos, el jugador debe competir con rivales para acumular puntos de chulería y dinero en efectivo.

## Recepción
Chrysler Classic Racing obtuvo críticas mediocres de los críticos, que sentían que tenía una jugabilidad por debajo del promedio y una publicidad excesivamente descarada; ha recibido un 40,20% por su versión de Wii y un 33% por su versión de DS del sitio web de agregación de reseñas GameRankings. Adam Ballard de IGN declaró, "... Chrysler Classic Racing es básicamente un anuncio gigante y terrible". Criticó la mayoría de los aspectos del juego, sintiendo que estaba perezosamente armado. En su reseña de la versión del juego para Nintendo DS, Adam Ballard lo describió como una "experiencia de conducción débil con obras de arte de mala calidad". GameZone describió los diseños del vehículo como "terribles" y arremetió contra la pereza que había entrado en el esquema de control del juego.